# Danielssenia minuta
Danielssenia minuta är en kräftdjursart som beskrevs av Coull 1969. Danielssenia minuta ingår i släktet Danielssenia och familjen Pseudotachidiidae. Inga underarter finns listade i Catalogue of Life.